# يوهانس مولر (كاهن كاثوليكي)
يوهانس مولر (بالألمانية: Johann Evangelist Müller)‏ (و. 1877 – 1965 م) هو كاهن كاثوليكي ألماني، توفي عن عمر يناهز 88 عاماً.

## مناصب
تولى منصب أسقف كاثوليكي (منذ 7 يناير 1923)
- رئيس أساقفة فخري  [لغات أخرى]‏[1]
- أسقف عنواني  [لغات أخرى]‏[1]
- مطران  [لغات أخرى]‏
- مطران كاثوليكي

.

## جوائز
حصل على جوائز منها:

نيشان صليب قائد فرسان من رتبة استحقاق جمهورية ألمانيا الاتحادية